# Rio Chiriş
O Rio Chiriş é um rio da Romênia, afluente do Fizeş, localizado no distrito de Cluj.